# 성아영
성아영(1999년 6월 25일~)은 대한민국의 배드민턴 선수이다.